# Iteration
Iteration é o segundo álbum de estúdio do produtor musical estadunidense Seth Haley como Com Truise, lançado em 16 de junho de 2017 pela Ghostly International. É o último de sua série de álbuns sobre a história de um astronauta fictício chamado Com Truise. Esta parte da história envolve a fuga de Truise com sua amante alienígena do planeta Wave 1 para viver no espaço juntos. Haley foi gravar em Burbank, Califórnia, uma área com um "espaço aberto", a fim de se empolgar com o material que estava fazendo. O espaço é refletido no som e na produção da música, que é menos compactada e mais simples do que os álbuns anteriores de Haley.
Promovido com três singles e um videoclipe para "Propagation", estrelado por Trieste Kelly Dunn, Iteration ficou no top 10 da Dance/Electronic Albums e da Top Heatseekers, ambas da Billboard. Os críticos também foram geralmente favoráveis; alguns o consideraram o melhor álbum de Haley até aquele momento, e outros destacaram o aprimoramento das técnicas composicionais do artista.

## Conceito
Iteration é o último disco de uma série de álbuns criada por Seth Haley que descrevem a história de um astronauta fictício chamado Com Truise. Os álbuns anteriores foram Galactic Melt (2011), Wave 1 (2014), e Silicon Tare (2016). Haley discutiu pela primeira vez o último capítulo da história em uma entrevista de abril de 2016 para a revista Magnetic: "Terá algum fechamento, mas acho que será escuro e claro ao mesmo tempo. Por mais que eu esteja me esforçando para encerrar essa história, acho que ainda será um assunto em aberto, uma espécie de coisa a ser continuada". Descrito por Haley como um conto sobre como escapar de uma sociedade oprimida, Iteration envolve Truise e seu amante alienígena que tentam escapar do planeta Wave 1 para desfrutar da companhia um do outro no espaço. Haley decidiu chamar o LP de Iteration como um "sorriso esquisito e malicioso" para a natureza repetitiva da maioria da música eletrônica. A capa de Iteration apresenta linhas vermelhas que representam o aspecto de "iteração" do álbum e símbolos que representam os obstáculos que Com Truise passa para escapar de Wave 1.

## Antecedentes e lançamento

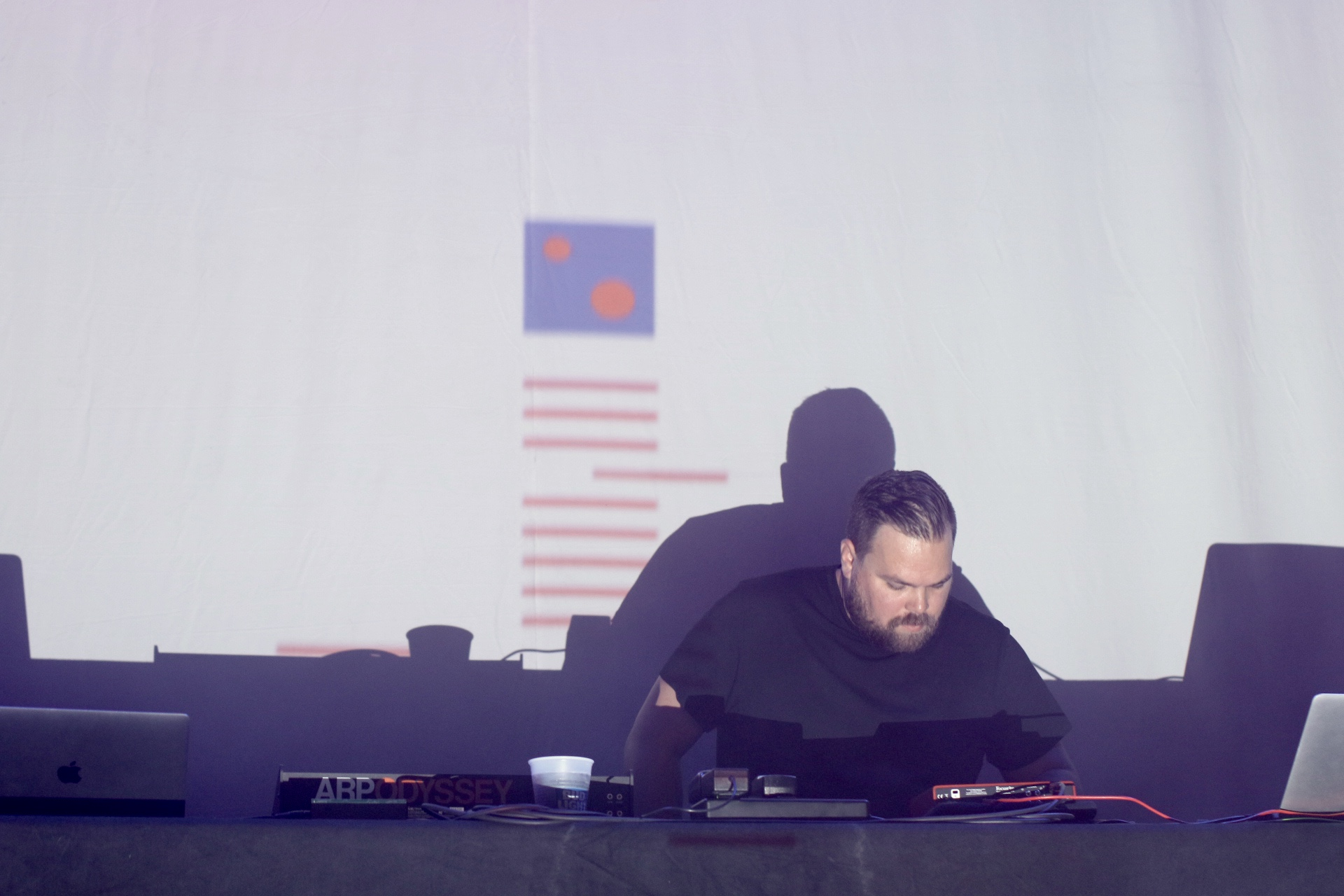
Com Truise apresentando Iteration no Gothic Theatre em 2019

Iteration consiste em sons comumente ouvidos na maioria dos lançamentos de Com Truise, como o que o comunicado de imprensa descreveu como "melodias listradas de neon, grandes tambores, grooves robóticos [e] nostalgia turva". No entanto, é menos comprimido e mais simples do que os lançamentos anteriores de Haley, um reflexo do "espaço" maior que Haley ocupou para fazer o LP. Alguns dos humores do álbum derivaram de Haley sofrendo de saudades de casa e burnout enquanto ele estava morando em Los Angeles e fazendo uma turnê mundial. Haley viveu na cidade por um ano e meio antes de mudar a forma de produzir seu material, focando em estar em uma área com mais "espaço aberto" que em Burbank, e usando equipamento externo em vez de software de computador. Essas mudanças o empolgaram com o material que estava fazendo, levando Haley a criar Iteration em um curto espaço de tempo. O comunicado de imprensa oficial do álbum afirma como esse entusiasmo influenciou o tom do álbum: "Ao abraçar a natureza inerente e as qualidades inigualáveis da música, Iteration encontra novos caminhos de expressão em seu ambiente vívido e familiar".
Três singles foram lançados para Iteration: "Memory" em 5 de abril de 2017, "Isostasy" no dia 9 de maio, e "Propagation" em 6 de junho. "Propagation" também recebeu um videoclipe, que teve sua pré-estreia realizada pela The A.V. Club em 20 de setembro de 2017. Escrito e dirigido por Will Joines e Karrie Crouse, o vídeo é estrelado por Trieste Kelly Dunn como uma "esposa-robô idealizada" que "lentamente se torna autoconsciente" e mata seu dono.

## Faixas
Iteration começa com "...Of Your Fake Dimension", um prelúdio da história do álbum que consiste em uma guitarra no estilo de Cocteau Twins e sons do sintetizador Analog Keys, da Elektron. A faixa é seguida por "Ephmeron"; Haley descreveu-a: "Somos jogados direto à ação após a última música de Silicon Tare ('du Zirconia'), que viu nosso herói Com Truise em um estado bastante frenético. No final da música, parece que tudo está se desintegrando". A terceira música do álbum é chamada "Dryswch", galês para "confusão" e uma das duas músicas do LP junto com "Ternary" mostrando a experimentação de Haley com wavetable synthesis, que ele gostava muito. Haley a descreveu como um "coro de vozes de sintetizador cantando Com Truise de volta à vida". "Isostasy" foi tocada ao vivo por Haley por alguns anos antes de Iteration ser lançada e foi uma das primeiras faixas feitas para o LP. Os acordes da faixa são executados por um Oberheim Xpander. "Memory" é uma canção mais "otimista", de "robot funk", sobre aceitar que "tudo vira memória, incluindo nós", segundo Haley. Sua instrumentação inclui notas de staccato executadas por um sintetizador Prophet-6 da Dave Smith Instruments e um Juno-106 da Roland, bem como sons do Eurorack tocando perto do final da música.
"Propagation", uma balada de ritmo lento sobre estar "livre de uma sociedade oprimida", consiste em um baixo ARP Odyssey, acordes executados por um Dave Smith OB6 e sons de um Yamaha DX7. A faixa é seguida por "Vacuume", que, de acordo com Haley, trata de "ser sugado para o vazio sem arrependimentos ou remorso" e "deixar ir, estar no momento e superar tudo o que vier em seu caminho". "Ternary" é uma música sobre "as coisas que fazem de você quem você acaba se tornando", disse Haley, e também inclui mais staccatos de um Juno-106 e o uso do Eurorack para efeitos. O Eurorack também é usado para tocar metais sintetizados ao lado de sons e texturas "deslizantes" de Prophet-6, de um Teenage Engineering OP-1, em "Usurper", uma canção sobre "as fraquezas dos líderes de uma sociedade e a capacidade dos cidadãos para acabar com a opressão". "Syrthio", que significa "cair", é seguida pela faixa que seria os "créditos", "When Will You Find the Limit..." Iteration termina com uma faixa-título "pesada", com um Oberheim Xpander.

## Recepção
| Críticas profissionais | Críticas profissionais |
| Pontuações agregadas   | Pontuações agregadas   |
| Fonte                  | Avaliação              |
| ---------------------- | ---------------------- |
| AnyDecentMusic?        | 6.7/10                 |
| Metacritic             | 72/100                 |
| Avaliações da crítica  |                        |
| Fonte                  | Avaliação              |
| AllMusic               | [ 15 ]                 |
| The A.V. Club          | B                      |
| Exclaim!               | 8/10                   |
| Loud and Quiet         | 5/10                   |
| Mojo                   | [ 14 ]                 |
| Pitchfork              | 6.7/10                 |
| PopMatters             | [ 20 ]                 |
| The Skinny             | [ 21 ]                 |
| Spectrum Culture       | [ 22 ]                 |
| Under the Radar        | [ 23 ]                 |

De acordo com o Metacritic, Iteration recebeu "críticas geralmente favoráveis", com uma nota de 72/100, e o AnyDecentMusic? aponta uma nota média de 6.7/10. Um crítico da Exclaim! declarou que, com o álbum, Haley estava demonstrando "um crescimento que apenas um músico com uma década de experiência pode realizar". O álbum recebeu comentários enaltecedores de publicações, como ser o "lançamento definitivo" do projeto Com Truise pela AllMusic, "o ápice da carreira de Haley" por Shaun Soman da Gigsoup, e "o tipo de álbum necessário para nos ajudar a batalhar pelo resto de 2017" por Megan Wallace, da The Skinny. Soman e Wallace elogiaram particularmente a "variedade" na estrutura musical e na produção do LP, com Soman notando que é especialmente perceptível ao ouvir com fone de ouvido. Como Wallace declarou, "[Haley] exibe um domínio completo de seu ofício, construindo sons eletrônicos em uma linguagem alternativa ampla o suficiente para expressar mudanças de humor e pintar uma série de quadros." A AllMusic posteriormente colocou o LP em sua lista de "Álbuns de Eletrônica Favoritos" de 2017, enquanto a Piccadilly Records, classificando o álbum em 36.º lugar em sua lista dos melhores álbuns de 2017, chamou-o de "uma coleção impressionante, extremamente memorável e calorosamente dinâmica".
Chris Ingalls da PopMatters descreveu o álbum como "um lançamento honesto e estranhamente humanista de um artista com um glorioso arsenal de teclados que sabe como usá-los". Ele destacou a "moderação" do disco em termos de uso de elementos da música de sintetizador dos anos 80, escrevendo que "Haley injeta muitos ganchos e camadas sônicas em Iteration, mas nunca parece sobrecarregado". Saby Kulkarni, da Pitchfork, elogiou o "nível mais alto de sofisticação" de Haley, escrevendo que, embora a música de Com Truise geralmente tenha um "alcance limitado", Iteration estava mais focado em suas composições do que em seus sons, ao contrário dos álbuns anteriores do projeto: "Haley vai para o ouro com ganchos tão grandes e melódicos que causam uma espécie de descarga de açúcar auditiva. O fato de que ele é capaz de fazer isso sem um único vocal à vista mostra o quão hábil artesão ele se tornou".
O aspecto melódico de Iteration também foi elogiado em uma crítica mista da Under the Radar, escrita por Stephen Mayne, que resumiu que o LP "oscila entre o passado futurista e um som mais moderno que vem com um belo toque melódico e pouco na forma de impacto". Uma resenha publicada pela Loud and Quiet afirmou que, embora o álbum fosse bem feito, faltava "emoção" e era nada mais do que "música de fundo". Andrew Rafter da Mixmag foi positivo em relação a Iteration, mas sentiu que deveria ter mais canções com climas sombrios como "Syrthio" e a faixa-título do LP. A The Line of Best Fit opinou que o LP é melhor para ouvir como uma "celebração" da música pop dos anos 80, em vez de "um álbum emocionalmente envolvente", como foi comercializado pela Ghostly, raciocinando que "encontrar o verdadeiro sentimento entre as torres de sintetizadores e sequenciadores pop dos anos 80 parece difícil às vezes". Uma resenha da The 405 também criticou o marketing do álbum como um disco com uma história, afirmando que a história foi sentida apenas "ocasionalmente".

## Lista de faixas
Derivada do encarte de Iteration.
| N.º            | Título                            | Duração |  |
| 1.             | "...Of Your Fake Dimension"       | 3:28    |  |
| 2.             | "Ephemeron"                       | 4:17    |  |
| 3.             | "Dryswch"                         | 4:46    |  |
| 4.             | "Isostasy"                        | 4:26    |  |
| 5.             | "Memory"                          | 3:35    |  |
| 6.             | "Propagation"                     | 4:11    |  |
| 7.             | "Vacuume"                         | 3:19    |  |
| 8.             | "Ternary"                         | 4:12    |  |
| 9.             | "Usurper"                         | 3:43    |  |
| 10.            | "Syrthio"                         | 4:45    |  |
| 11.            | "When Will You Find the Limit..." | 5:39    |  |
| 12.            | "Iteration"                       | 3:38    |  |
| Duração total: | Duração total:                    | 49:58   |  |

## Créditos
Derivados do encarte de Iteration.
- Composição, produção e arte de Seth Haley.
- Masterizado por Paul Gold na Salt Mastering em Brooklyn, Nova Iorque.

## Paradas musicais
| Parada (2017)                              | Posição de pico |
| ------------------------------------------ | --------------- |
| Estados Unidos (Dance/Electronic Albums)   | 7               |
| Estados Unidos (Billboard Top Heatseekers) | 4               |